# Садовая (Сандовский район)
Садовая — деревня в Сандовском районе Тверской области. Входит в состав Большемалинского сельского поселения.

## История
В 1965 г. Указом Президиума ВС РСФСР деревня Грабиловка переименована в Садовая.

## Население
| 2010 |
| ---- |
| 1    |